# Borgo Valsugana
Borgo Valsugana és un municipi italià, dins de la província de Trento. L'any 2007 tenia 6.666 habitants. Limita amb els municipis d'Asiago (VI), Castelnuovo, Levico Terme, Novaledo, Roncegno, Ronchi Valsugana, Telve, Telve di Sopra i Torcegno.

## Administració
| Període | Identitat    | Partit        |
| ------- | ------------ | ------------- |
| 2005-   | Laura Froner | Llista cívica |

## Personatges il·lustres
- Alcide De Gasperi va morir-hi.